# Desmeocraera frustrata
Desmeocraera frustrata är en fjärilsart som beskrevs av Sergius G. Kiriakoff 1964. Desmeocraera frustrata ingår i släktet Desmeocraera och familjen tandspinnare. Inga underarter finns listade i Catalogue of Life.